# Internato Normal de Señoritas

Edificio del Internato Normal de Señoritas, actualmente sede de la Escuela República Argentina y del Liceo Rafaella Villagrán de Artigas

El Internato Normal de Señoritas fue una institución educativa de Uruguay, dedicada a la formación de maestras de educación primaria.  

## Antecedentes
Aunque en Montevideo se contaba con Cursos Normales, la importancia de crear tal institución era mejorar la educación del interior del país, la cual se encontraba en situaciones de pobreza y carencias, en cuanto a maestros y escuelas.
Si bien, desde 1827 se forma una Escuela Normal en cada departamento; es en el año 1882 que comienza a funcionar el Internato Normal de Señoritas en Montevideo. Su primer directora fue  la maestra María Stagnero de Munar, quien el 29 de marzo de 1882 es designada como Directora, pese que había rechazado en una primera instancia debido a su corta edad (en aquel momento tenía tan solo 26 años).

## Historia
Fue inaugurado el 15 de mayo de 1882, en una vieja quinta, ubicada en la Aguada. 
El local era pobre en cuanto al mobiliario y material educativo, pero había un gran carisma por parte de las Maestras. Se tenía en cuenta que las alumnas eran niñas de apenas 13 años, que por primera vez se alejaban de su familia, lo cual las hacía extrañar su entorno.  
Jacobo Adrián Varela, plantea que se recibirán tres alumnas por cada departamento, las cuales luego de recibirse ejercerán su profesión en su lugar de origen. 
La enseñanza de las señoritas, estaban a cargo de la Directora, la cual proveía todas las asignaturas del Programa Magisterial. Las alumnas al ser oriundas de distintos puntos del país, eran muy distintas, algunas no sabían leer todavía, por lo cual se debió atender a la diversidad. 
El 1° de mayo de 1884 es colocada la piedra fundamental para la construcción del futuro edificio del Internato Normal de Señoritas en un predio sobre las calles Cuareim y Colonia, en el Centro de Montevideo. El edificio es inaugurado en 1886, y en el mismo también se instalaría una biblioteca y un museo pedagógico.
Las primeras maestras en recibirse fueron: Elvira San Julián, Josefa Boero y Luisa Pérez de Paysandú, Teresa Ypar de Cerro Largo, Avelina Clerey alumna externa y Jacinta Reboratti, de Río Negro. 
En el año 1899 el internado deja de funcionar como tal, por lo cual en el año 1900 se convierte en el Instituto Normal de Señoritas. 
El Internato no solo se limitó a formar buenas maestras, sino que generó un clima de hermandad, se trabajó la inteligencia, pero sobre todo el corazón. En 1935 el Instituto Normal de Señoritas y el Instituto Normal de Varones se unifican y se convierten en los Institutos Normales de Montevideo. 

## Cotidianidad
Las clases empezaban a las 8, se suspendían a las 11, a partir de ese momento se dedicaba para el almuerzo. Luego se reiniciaba de 13 hasta las 15:30. Se destinaba un tiempo para el descanso y la merienda. Posteriormente de 16:30 hasta las 17:30 se retomaba las tareas, y para finalizar se cenaba a las 18:30.